# Leadwood
Leadwood és una població dels Estats Units a l'estat de Missouri. Segons el cens del 2008 est. tenia 1.159 habitants.

## Demografia
Segons el cens del 2000, Leadwood tenia 1.160 habitants, 422 habitatges, i 327 famílies. La densitat de població era de 386,1 habitants per km².
Dels 422 habitatges en un 40,5% hi vivien nens de menys de 18 anys, en un 55% hi vivien parelles casades, en un 16,6% dones solteres, i en un 22,3% no eren unitats familiars. En el 19,9% dels habitatges hi vivien persones soles el 10,7% de les quals corresponia a persones de 65 anys o més que vivien soles. El nombre mitjà de persones vivint en cada habitatge era de 2,75 i el nombre mitjà de persones que vivien en cada família era de 3,1.
Per edats la població es repartia de la següent manera: un 30,7% tenia menys de 18 anys, un 8,2% entre 18 i 24, un 29,7% entre 25 i 44, un 19,5% de 45 a 60 i un 11,9% 65 anys o més.
L'edat mediana era de 32 anys. Per cada 100 dones de 18 o més anys hi havia 87,9 homes.
La renda mediana per habitatge era de 25.391 $ i la renda mediana per família de 28.534 $. Els homes tenien una renda mediana de 24.722 $ mentre que les dones 16.103 $. La renda per capita de la població era d'11.402 $. Entorn del 14,9% de les famílies i el 19,6% de la població estaven per davall del llindar de pobresa.

## Poblacions més properes
El següent diagrama mostra les poblacions més properes.